# Statuto di Castua
Lo statuto di Castua (in croato: Statut Grada Kastva) è uno statuto del XV secolo della città croata di Castua, redatto in glagolitico.
Lo statuto di Castua (Zakon Grada Kastva od letta 140 = "Leggi della città di Castua letti nel 1400") venne redatto nel quattrocento in Istria, vicino a Fiume in Croazia. Alcune fonti dichiarano che venne scritto nel 1490, ma, probabilmente, si tratta della data della traduzione dalla scrittura glagolitica a quella latina, dal momento che la copia che si conserva è in alfabeto latino.
Lo statuto di Castua conferma lo status di Castua, come un importante centro politico ed amministrativo dalla fine del XIV secolo.